# Airaphilus doramas
Airaphilus doramas is een keversoort uit de familie spitshalskevers (Silvanidae). De wetenschappelijke naam van de soort werd in 1996 gepubliceerd door Wurst & Lange.